# Upplands runinskrifter 103
Upplands runinskrifter 103 är en runsten av gråsten som hittades 1870 i Ytterby i Sollentuna socken i en åker. Stenen flyttades 1885 till Sollentunaholms herrgård.

## Historia
Stenen hittades omkring 1870 vid Ytterby i en åker. Den sprängdes i fem delar och 1885 flyttades stenen 2 km västerut till Sollentunaholm där den restes i parken 1922 efter det att den blivit lagad.

## Stenen
Runstenen av mörk gråsten. Den är 265 cm hög och 120 cm bred. På den vänstra sidan av stenen är ett stort stycke avslaget och där är även inskriften skadad. Ytan är också skadad genom frätning och annan yttre påverkan på flera ställen. Ristningen har fina linjer som är relativt grunt huggna.

## Se även

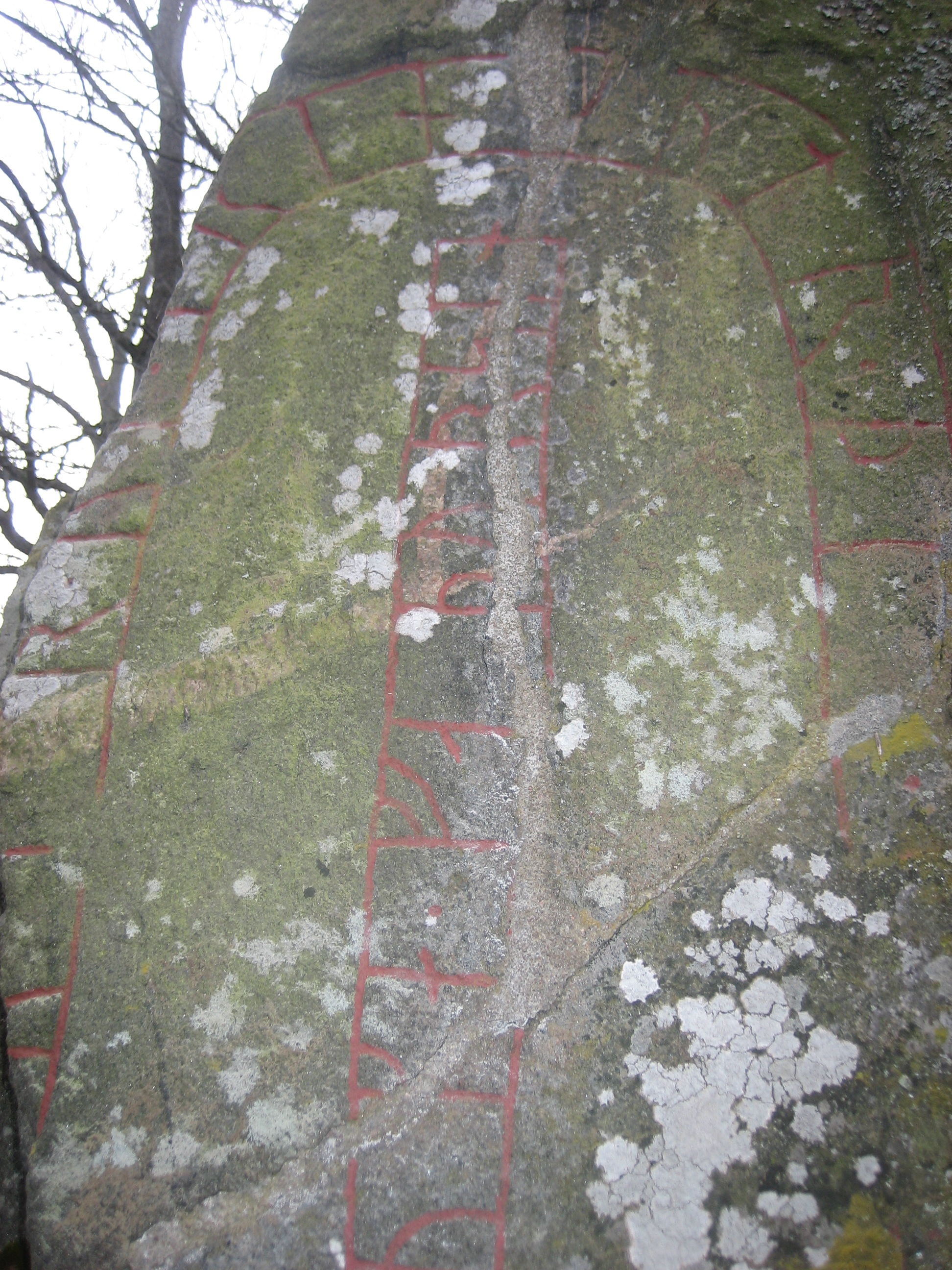

## Inskriften
Translitterering av runraden:
· suin · uk · kiti[lm](u)[t]r · u[k] · (i)rin[m]utr · þi[ʀ] · (l)[i]tu · r[i]sa · (s)tin · þina · e(f)tiʀ · ti(þ)(k)uma · faþur sin
Normalisering till runsvenska:
Svæinn ok Kætilmundr ok Ærinmundr þæiʀ letu ræisa stæin þenna æftiʀ Tiðkuma, faður sinn.
Översättning till nusvenska:
Sven och Kättilmund och Ärinmund lät resa denna sten efter Tidkume, sin fader